# Chiesa di Santa Maria Assunta di Settefonti
La Chiesa di Santa Maria Assunta di Settefonti è un'ex architettura religiosa in rovina che si trova nel comune di Ozzano, nella città metropolitana di Bologna. Della chiesa sono visibili la facciata e il campanile, uniche parte ad essersi conservate in seguito ai bombardamenti sulla Linea Gotica durante la Seconda guerra mondiale. Il nome Settefonti molto probabilmente si riferisce alle fonti di acqua potabile che erano presenti nella zona. Non facili da raggiungere, nell'alto Medioevo, la leggenda narra che tali fonti fossero protette da altrettante streghe.

## Storia
L'abitato di Settefonti sorgeva sulle colline vicino al torrente Quaderna, toponimo che ha origine etrusca e che in una sua variante dà origine all'antica città di Claterna, i cui resti sono ancora visibili poco più a valle. Le prime tracce di Settefonti si hanno nel periodo medievale. Molto probabilmente sulla stessa altura oltre alla Chiesa e ad una canonica già nell'anno 1051 era presente un castello, detto da alcuni commentatori dell'epoca Castrum Septemfunti. Secondo altre fonti, la chiesa sarebbe stata edificata in un luogo sacro al dio Pan.
"se ne vedevano i resti ed era sopra un monte e la chiesa di Santa Maria di Settefonti era sopra lo stesso monte, il castello era molto forte, aveva una sola porta d’accesso ed era cinto da grosse mura."
Salendo verso le rovine della Chiesa è possibile vedere quelli che sarebbero i resti di un muro fortificato, costruito con un basamento in selenite, che potrebbe fare riferimento al castello, di cui peraltro non esistono notizie assolutamente sicure. Il castello potrebbe essere stato costruito durante il periodo in cui Matilde di Canossa esercitò il proprio potere, che si estendeva fino a queste zone, da alcuni suoi associati o membri della sua famiglia. Durante il 1200 il Comune di Bologna si occupò di restaurare, fortificare ed estendere ulteriormente il castello, a protezione di una via che portava verso la Toscana. Attorno all'anno 1400 la zona cominciò a ridurre la propria popolazione, ed il castello venne abbandonato.
Restano una chiesa parrocchiale, la Chiesa di Santa Maria Assunta di Settefonti, in uso fino agli anni precedenti il secondo conflitto mondiale. Ne sono visibili la facciata e il campanile, che sono stati restaurati attorno agli anni '90 del XX secolo. Delle altre costruzioni che facevano parte del complesso della Chiesa di Santa Maria Assunta non resta praticamente nulla.